# Abbazia di Summaga
L'abbazia di Santa Maria Maggiore di Summaga è un ex monastero localizzato a Summaga, una frazione distante circa 3 km da Portogruaro, nella città metropolitana di Venezia.

## Storia
L'abbazia fu fondata tra il X e l'XI secolo per volere dei vescovi di Concordia.
Dell'antico monastero rimane ora solo la chiesa a pianta longitudinale, a tre navate concluse da tre absidi. La sua costruzione risale al 1211, con rifacimento della facciata nel Settecento. Degli altri edifici che componevano il monastero non rimane traccia, anche se documenti ne attestano la presenza fino al XVI secolo.
Dal 1444 non è più attestata la presenza di monaci benedettini, per cui l'ingente patrimonio fondiario fu gestito da vari abati commendatari, che generalmente appartenevano alle più importanti famiglie veneziane.

## Interno
Gli affreschi all'interno sono di particolare interesse artistico per l'arte romanica del Veneto e del Friuli. Quelli del sacello, risalenti all'XI-XII secolo, raffigurano la Redenzione, Il peccato di Adamo ed Eva, Il castigo di Adamo ed Eva, la Crocifissione ed il Giudizio universale.
Gli affreschi dell'abside centrale raffigurano all'apice la Vergine con Gesù bambino entro mandorla sostenuta da quattro angeli, mentre ai lati vi sono le raffigurazioni simboliche dei quattro evangelisti e le figure di due santi sconosciuti. Nella parte inferiore si può ammirare Cristo con i dodici Apostoli. Nel registro inferiore è rappresentata la Parabola evangelica delle vergini sagge e delle vergini stolte, molto deteriorata.

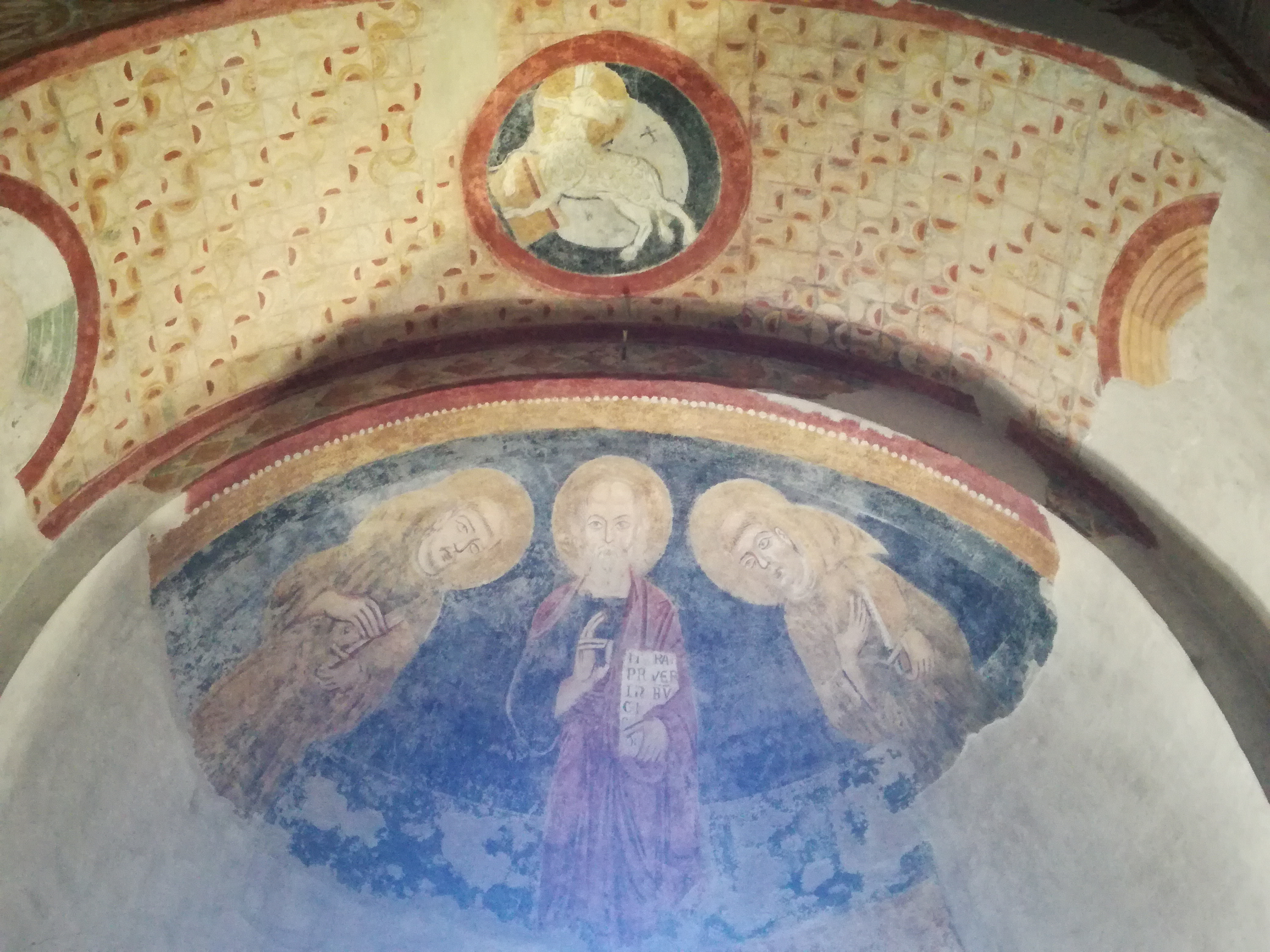

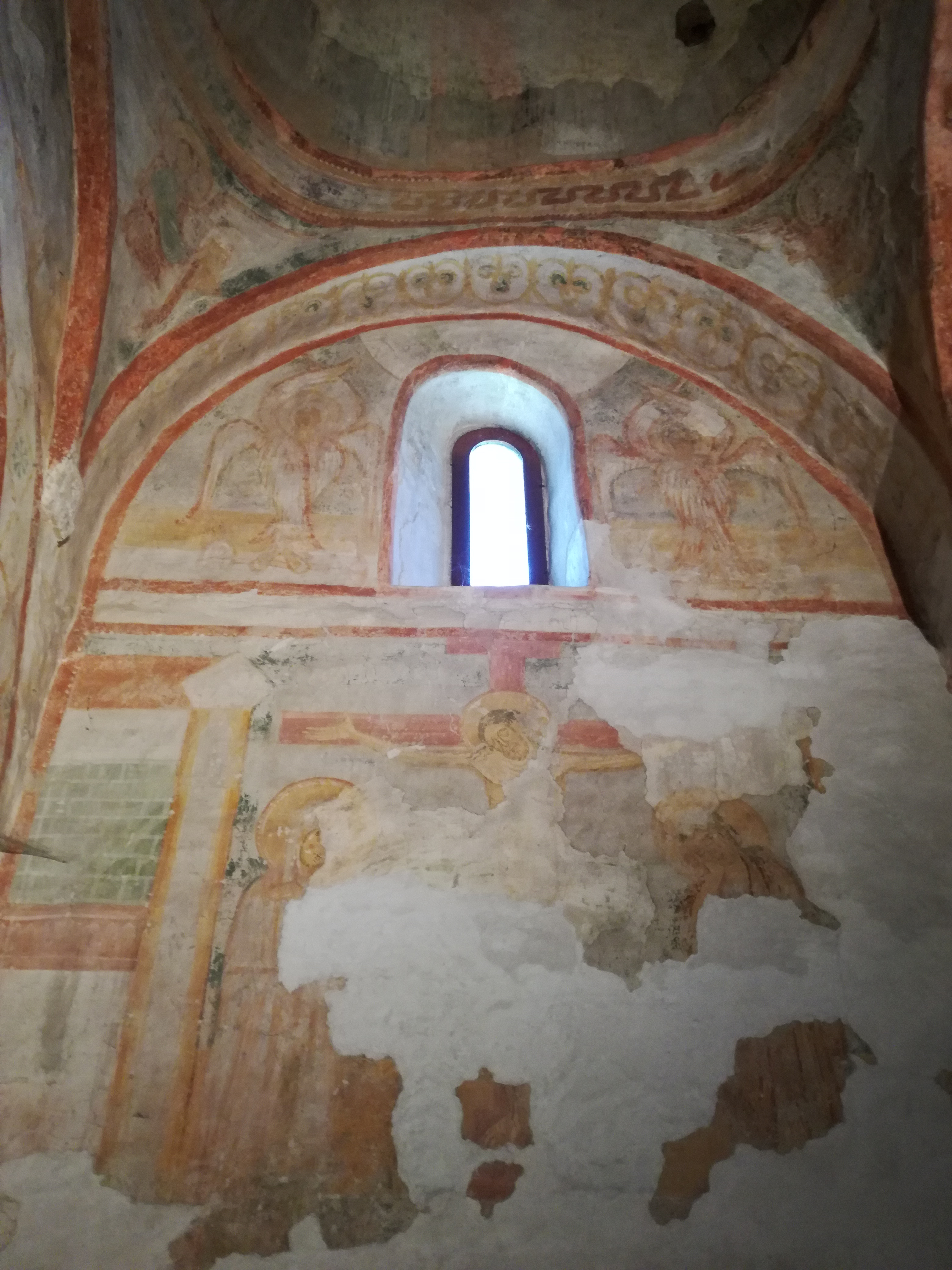
Crocifissione

## Abati commendatari
- card. Antonio Panciera (1430 ca. - 1431)
- vesc. Giacomo Zen (fino al 1446/47)
- card. Pietro Foscari (1446/47 - 1455)
- card. Basilio Bessarione (1455 - 1472)
- card. Giorgio Costa (fino al 1501)
- prot. ap. Giovanni Canal (dal 1501)
- card. Alessandro Farnese (fino al 1514)
- card. Bernardo Dovizi da Bibbiena (1514 - 1520)
- card. Giovanni Battista Dovizi da Bibbiena (nipote del precedente, 1520 - 1529)
- Filippo Rois (1529 - 1575)
- Alessandro Rois (fratello del precedente, 1575 - 1585)
- card. Alberto Bolognetti (1585)
- card. Agostino Valier (1585 - 1626)
- Agostino Valier juniore (nipote del precedente, 1626 - 1629)
- vesc. Alberto Badoer (1629 - 1663)
- card. Giovanni Alberto Badoer (nipote del precedente, 1663 - 1714)
- card. Carlo Rezzonico (1714 - 1758)
- card. Carlo Rezzonico juniore (nipote del precedente, 1758 - 1799)